# 加藤紗里
加藤 紗里（かとう さり、1990年（平成2年）6月19日 - ）は、日本の女性タレント、また実業家である。

## 略歴
広島県出身で、2006年に姉の茉里と、第38回ミス日本コンテスト中国・四国代表となる。広島でキャンペーンガールなどを務めたのちに大学を中退して上京し、女性ファッション雑誌「GLiA」（大洋図書）の読者モデルを経て、スタイルコーポレーション、関連会社のスターヒル、エーディープロモーション、ゼロイチファミリアなど芸能事務所をたびたび転籍し、モデルやレースクイーンを中心にバラエティ番組やドラマなどに出演した。2019年12月12日に個人事務所『PAL flaming』を設立した。
2021年7月、アパレルブランド「fearless」を立ち上げた。

## 人物
コスプレと競馬が趣味と自称している。
2013年にドッグトレーナー試験、2012年4月に一級小型船舶免許試験にそれぞれ合格する。
2016年に狩野英孝と交際していることが報道され、一躍注目を浴びる。
2019年3月、ラッパーのTOMOROと交際中にマレーシアで3400万円を奪われる。
2019年9月に一般人男性と結婚するも、2020年1月10日に「5月から付き合って、結婚するまでの3か月間で1億円以上を使わせたら経営が傾いて、そんなもんで傾く男いらないでしょ。『金がない男に興味はない』とずっと言っている。興味ないなと思って離婚した」と離婚を、1月18日に妊娠中であること、4月28日に第1子女児を出産したこと、それぞれを公表した。
自身を含め家族全員がカトリック信徒である。

## 出演

### 映画
- 2019年 焦燥（キングレコード）4月6 - 8日限定公開 - 特別出演[19]
- 2021年 ターコイズの空の下で（2月26日公開） - 娼婦 役[20]

### ドラマ
- 2013年　アンフェア　ダブル・ミーニング Yes or No?（フジテレビ）
- 2013年　新・ミナミの帝王 第6作（関西テレビ）

### インターネット放送
- 2017年　極楽とんぼ「KAKERU TV」～24時間AbemaTV生JACK〜（AbemaTV）
- 2017年　タカトシのバラエティだろ～が！！（AbemaTV）

### ラジオ
- 2016年　BUBBLICIOUS JAPAN 2016（JFN）
- 2017年　おぎやはぎのメガネびいき（TBSラジオ）
- 2018年1月 - 2018年12月　加藤紗里ですよ。（RCCラジオ） - レギュラー　毎週日曜深夜

### MV
- 2016年『聖火ランナー』／VoicePrettyAngel[21]

### イメージガール
- 2012年　ロックフォード・フォスゲート[22]
- 2012年　GREEN TEC & LEON with SHIFT[23]

## ディスコグラフィー
2016年2月13日 ガリガリサリ feat.RYKEY,漢&D.O

## 作品

### 書籍
- 加藤紗里×加納典明 加藤紗里写真集「売・名・写・真」（2016年6月20日、扶桑社）[25]

### デジタル写真集
- 2015年『バスルームエンジェル』『bed time eyes』『東京おでかけスナップ』（デジタルブックファクトリー）

### DVD
- 2013年『美肌のマーメイド』（Kingdom）